# جوئل گرودوفسکی
جوئل گرودوفسکی (انگلیسی: Joel Grodowski؛ زادهٔ ۳۰ نوامبر ۱۹۹۷) بازیکن فوتبال است.
از باشگاه‌هایی که در آن بازی کرده‌است می‌توان به باشگاه فوتبال شالکه ۰۴ اشاره کرد.